# Château de Spofforth
Le château de Spofforth, dans le village de Spofforth, dans le Yorkshire du Nord, en Angleterre, est un manoir fortifié, ruiné pendant la guerre civile anglaise et maintenant géré par English Heritage en tant qu'attraction touristique.

## Histoire

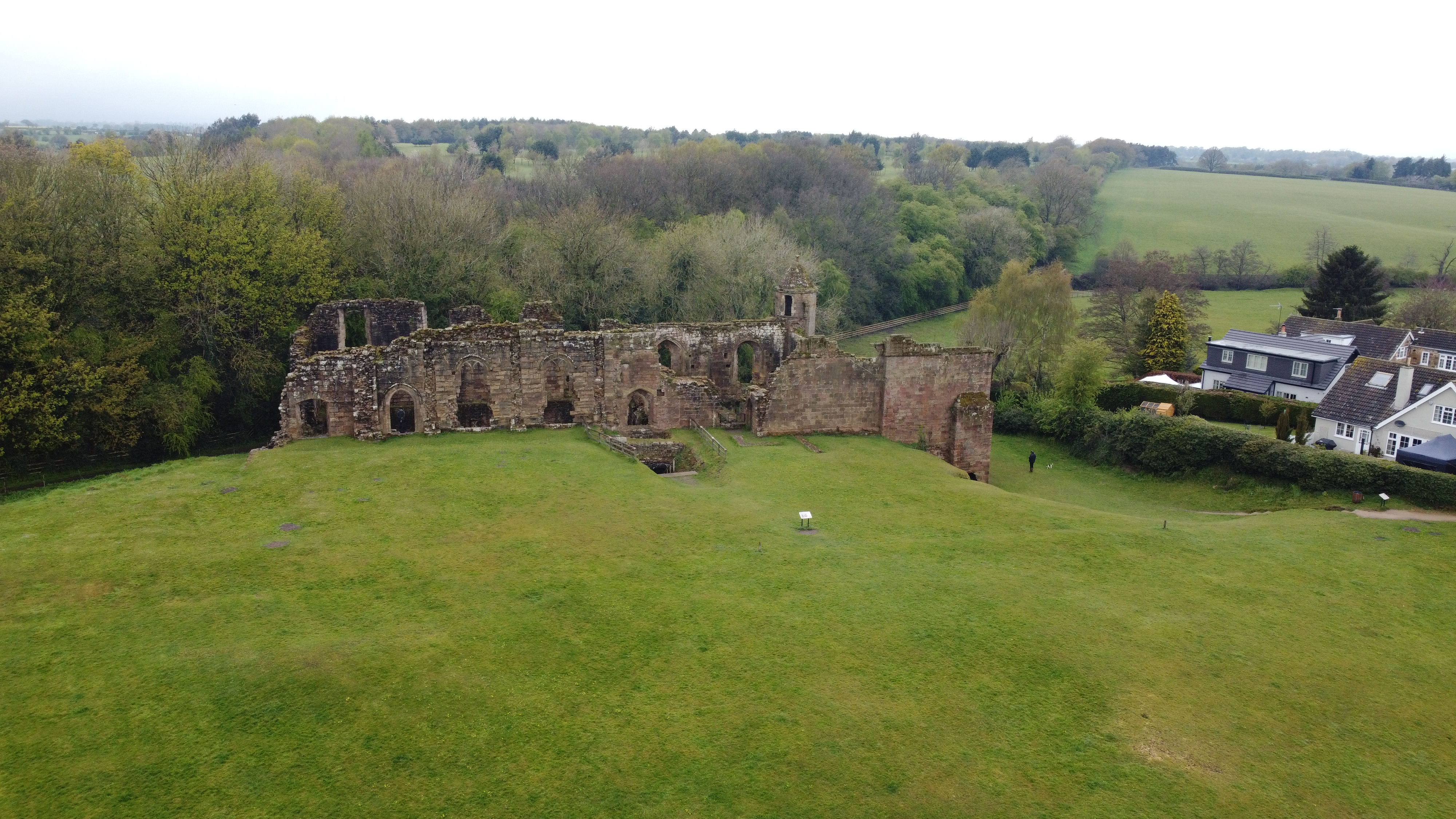
Vue aérienne du château de Spofforth dans le Yorkshire du Nord

Le château de Spofforth est construit par Henry de Percy au début du XIVe siècle lorsqu'il obtient l'autorisation de créneler un manoir sur le site, avec des modifications ultérieures apportées aux XIVe et XVe siècles,. Des ruines, il ne reste que la tour-halle du château. Le mur est de la salle est construit en grande partie sur des fondations rocheuses. La structure existante du XIIIe siècle se compose d'un sous-sol au rez-de-chaussée, qui a une paroi rocheuse formant son mur est en raison de son élévation. Il reste deux escaliers sur le mur est, creusés dans la roche, qui mènent au hall d'entrée du hall. Il y a une section de chambre à deux étages sur le côté nord de la tour qui a une tourelle d'escalier polygonale à son coin nord-ouest. L'étage supérieur date du XVe siècle et est probablement une restauration.
Les domaines Percy, dont Spofforth, sont confisqués après la rébellion contre le roi Henri IV en 1408 et donnés à Thomas de Rokeby. Ils sont ensuite restitués puis perdus à nouveau en 1461 lorsque les Percy soutiennent le camp perdant dans la guerre des Deux-Roses. Spofforth est finalement rendu à la famille et reste habité par leur intendant, Sampson Ingleby, le père de William et Jane Ingleby, jusqu'en 1604. Le château tombe en ruines pendant la guerre civile anglaise de 1642-1646.
Le château est cédé au Bureau des Travaux en 1924 par le 3e baron Leconfield. Les ruines, principalement le côté ouest du château d'origine, sont désormais classées bâtiment classé grade II* et sous la tutelle de l'English Heritage en tant qu'attraction touristique. Ils sont gérés par le conseil paroissial de Spofforth-with-Stockeld.